# Cédric Regnier-Lafforgue
Cédric Regnier-Lafforgue (* 16. Februar 1977 in Chambéry) ist ein ehemaliger französischer Freestyle-Skier. Er startete in den Buckelpisten-Disziplinen Moguls und Dual Moguls.

## Werdegang
Regnier-Lafforgue, der für den CS La Plagne startete, trat international erstmals bei den Internationalen Jugendmeisterschaften 1994 in Laajavuori in Erscheinung, wobei er den 24. Platz im Moguls errang und belegte bei den Internationalen Jugendmeisterschaften 1996 in Chatel den 12. Platz im Aerials, den fünften Rang im Skiballett, den zweiten Platz in der Kombination sowie den ersten Rang im Moguls-Wettbewerb. Von 1995 bis 1999 nahm er vorwiegend am Europacup teil. Dabei holte er zwei Siege und gewann in der Saison 1995/96 die Moguls-Disziplinen Wertung. Erstmals im Weltcup startete er im Februar 1996 in La Clusaz und kam dort auf den 27. Platz im Moguls sowie auf den 17. Rang im Dual Moguls. In der Saison 2000/01 erreichte er in Mont-Tremblant mit dem dritten Platz im Moguls seine einzige Podestplatzierung im Weltcup und mit dem 23. Platz im Moguls-Weltcup sein bestes Gesamtergebnis. Zudem wurde er bei den Weltmeisterschaften 2001 in Whistler Neunter im Moguls-Wettbewerb. Letztmals international startete er bei den Olympischen Winterspielen 2002 in Salt Lake City und sprang dort auf den 11. Platz im Moguls. Sein Bruder Julien Regnier-Lafforgue war ebenfalls als Freestyle-Skier aktiv.

## Erfolge

### Olympische Spiele
- 2002 Salt Lake City: 11. Platz Moguls

### Weltmeisterschaften
- 2001 Whistler: 9. Platz Moguls

### Weltcup-Gesamtplatzierungen
Regnier-Lafforgue nahm an 28 Weltcups teil und erreichte fünf Top-Zehn-Platzierungen sowie eine Podestplatzierung.
| Saison    | Gesamt | Gesamt | Moguls | Moguls | Dual Moguls | Dual Moguls |
| Saison    | Punkte | Platz  | Punkte | Platz  | Punkte      | Platz       |
| --------- | ------ | ------ | ------ | ------ | ----------- | ----------- |
| 1996/97   | 17     | 88.    | 68     | 37.    | 44          | 36.         |
| 1997/98   | 23     | 75.    | 116    | 31.    | 4           | 42.         |
| 1999/2000 | 21     | 54.    | 84     | 29.    | 4           | 35.         |
| 2000/01   | 36     | 43.    | 144    | 23.    | –           | –           |
| 2001/02   | 30     | 51.    | 180    | 27.    | –           | –           |

.